# Yelawolf
Yelawolf (часто стилізовано як YelaWolf) (справжнє ім'я Майкл Вейн Ета) — американський репер та засновник власного незалежного лейблу Slumerican Records, у минулому художник графіті й професійний скейтбордист.

## Ранні роки
Майкл народився в Ґадсдені, штат Алабама. В його жилах тече кров європейців та індіанського племені черокі. Батьки репера розлучилися, він залишився з матір'ю. Сім'я часто змінювала місце проживання. Yelawolf встиг побувати в таких містах як Луїзіана, Атланта, штатах Нашвілл, Каліфорнія. Проте справжнім домом Ета вважає «свою Батьківщину» — місто Ґадсден, куди врешті-решт повернулася його родина. У 2010 в інтерв'ю канадському музичному вебсайту «Exclaim!» Майкл заявив, що найбільший вплив на нього справив André 3000 з американського реп-дуету OutKast.

## Кар'єра
У 2005 р. після вибування з реаліті-шоу UPN Network «Дорога до слави з Міссі Елліотт» (англ. «The Road to Stardom with Missy Elliott») виконавець видає свій дебютний мікстейп Pissn' in a Barrel of Beez, а невдовзі того ж року — перший студійний альбом CreekWater. У 2007 стає підписантом Columbia Records, випускає промо-сингл «Kickin'» до так і невипущеної платівки Fearin' and Loathin' in Smalltown, USA. Ета пробув на лейблі лише рік. У період з 2008 по 2010 на Ghet-O-Vision Entertainment вийшли 4 мікстейпи та один міні-альбом. У 2011 р. на додачу до контракту з Intrescope Records (підписаний у 2010) Майкл уклав угоду з Shady Records.
У лютому 2011 Yelawolf, Пол Волл та Крістіна Міліан з'явились в епізоді телесеріалу «CSI: Місце злочину». У березні він з'явився на обкладинці журналу XXL, поруч з Емінемом і гуртом Slaughterhouse. Видання містило матеріал про новий період в історії лейблу, Shady 2.0. Цього ж року XXL включив виконавця до «Одинадцятки новачків», куди також потрапили Big K.R.I.T., Мік Мілл, Lil B та Кендрік Ламар. Журнал Esquire також назвав Майкла одним з найкращих нових реперів 2011 р.
Yelawolf прийняв пропозицію видавців відеогри Driver: San Francisco. Кліп «No Hands» містить фраґменти з гри та сцени з виконавцем, зняті у Сан-Франциско. Режисер: Ерік Пейтон, продюсери: Complex Media. 21 листопада 2011 побачив світ Radioactive, його перший студійний альбом на мейджорі. Робота дебютувала на 27-ій сходинці чарту Billboard 200.
20 березня 2012 Yelawolf оголосив про початок запису другої платівки на Shady Records, Love Story, у червні. У зв'язку з розривом селезінки після пірнання у натовп Yelawolf вирішив відкласти цей процес.
18 жовтня Yelawolf сповістив про вихід Black Fall, мікстейпу повністю спродюсованого DJ Paul, 31 жовтня. Першу пісню «Light Switch» оприлюднили 21 жовтня.

## Особисте життя
Yelawolf був безхатьком у Берклі, штат Каліфорнія. Зокрема він провів більшу частину свого часу у Народному парку. Він отримував їжу (зосібна банки із супом) від людей, що приходили. Yelawolf подзвонив матері, щоб повернутися додому до Алабами. За репером, матір не мала багато грошей, однак оскільки було Різдво вона придбала йому квиток додому: «Було 20 грудня. 1 січня я був у Сієтлі, штат Вашингтон. Приїхав в Алабаму, а потім у Сієтл на корабель, щоб заробити грошей. Власне там і народився Yelawolf».
Має трьох дітей від попереднього шлюбу. На початку липня 2013 виконавець заручився зі своєю дівчиною, канадською співачкою Фіфі Добсон.

## Дискографія
Студійні альбоми
- CreekWater (2005)
- Radioactive (2011)
- Love Story (2015)
- Trial by Fire (2017)
- Trunk Muzik III (2019)
- Ghetto Cowboy (2019)